# Tiberius Claudius Serenus
Tiberius Claudius Serenus war ein im 2. Jahrhundert n. Chr. lebender Angehöriger des römischen Ritterstandes (Eques).
Durch eine Inschrift, die in Ephesus gefunden wurde, ist die militärische Laufbahn (siehe Tres militiae) von Serenus bekannt. Er war zunächst Kommandeur (Präfekt) einer Cohors II Hispanorum. Im Anschluss übernahm er als Tribunus die Leitung der Cohors VI civium Romanorum, die in der Provinz Germania inferior stationiert war.
Die Inschrift wird bei der Epigraphik-Datenbank Clauss-Slaby auf 176/180 datiert.

## Cohors II Hispanorum
Es gab mehrere Einheiten mit dieser Bezeichnung (siehe Cohors II Hispanorum). John Spaul ordnet Serenus der Cohors II Hispanorum (Galatia et Cappadocia) zu, die in der Provinz Galatia et Cappadocia stationiert war. Laut Jan Kees Haalebos wurde von Hans-Georg Pflaum vermutet, dass er die Cohors II Hispanorum (Germania inferior) kommandierte, die in Germania inferior stationiert war.